# Universidad de Houston
La Universidad de Houston (en inglés University of Houston) es una universidad pública de investigación en Houston, Texas, Estados Unidos. Fue fundada en 1927 y es la tercera universidad más grande en Texas con más de 46,000 estudiantes. Es la más importante del Sistema Universitario de Houston, fue clasificada como R1: Universidades Doctorales con muy alta actividad de investigación (R1: Doctoral Universities – Very high research activity").
La universidad ofrece más de 282 licenciaturas a través de 14 colegios académicos en el campus, incluyendo licenciaturas en Arquitectura, Optometría, Farmacéutica y Derecho. Esta institución destina 150 millones de dólares anualmente en investigación. La investigación interdisciplinaria incluye superconductividad, comercialización e investigación espacial, ciencias biomédicas e ingeniería, energía y recursos naturales e inteligencia artificial. La universidad contribuye a 3,000 millones de dólares anualmente a la economía de Texas y genera aproximadamente  24,000 empleos.

## Deportes

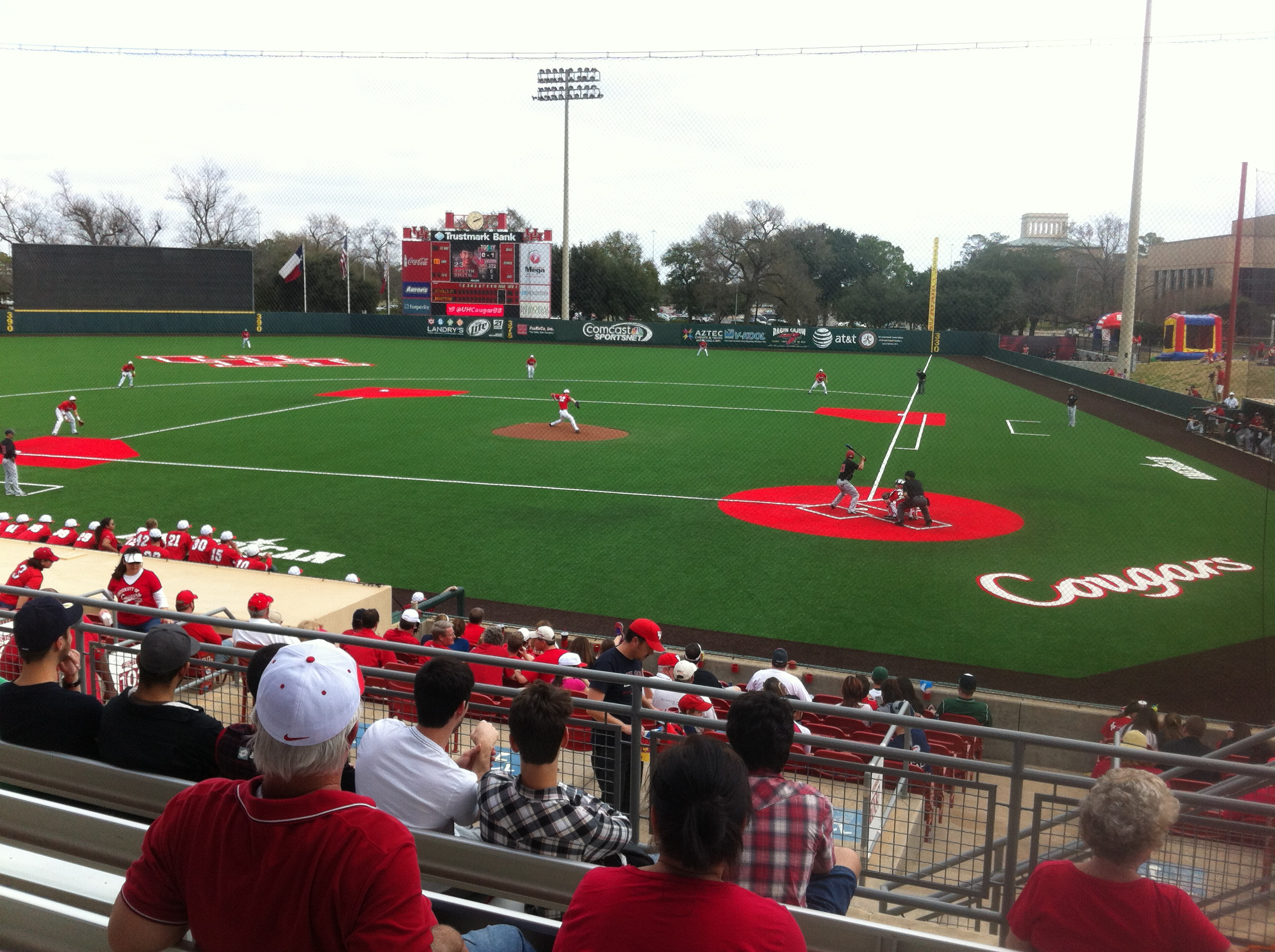
Cougar Field en el campus de la Universidad de Houston en Houston, Texas

Los equipos deportivos de la Universidad de Houston son los Cougars.
El programa intercolegial de 17 deportes es miembro  de la American Athletic Conference.(Conferencia Atlética Americana) Houston fue miembro de Conference USA desde que se formó la Conferencia en 1995 hasta el año 2013. Durante ese periodo, los Cougars ganaron 33 títulos C-USA. Antes de 1995, Houston era miembro de la Southwest Conference.
Luego de 61 años de deportes en la Universidad de Houston, otros logros destacables incluyen 16 títulos nacionales en golf varonil, un título nacional en Cross-country cinco apariciones en National Collegiate Athletic Association (NCAA) de Basketball Varonil y dos apariciones en College World Series (Serie Mundial Colegial).
Más de 50 atletas olímpicos han asistido a la Universidad de Houston, acumulando 33 medallas, incluyendo 19 de oro.[¹] El destacado ex-olímpico y alumno de UH, Leroy Burrell regresó como entrenador atletismo varonil y como entrenador principal en 1998. 
Además de los deportes unviersitarios, la Universidad ofrece una gran variedad de programas de deportes intramuros.